# Piper peculiare
Piper peculiare är en pepparväxtart som beskrevs av Trel. & Yunck.. Piper peculiare ingår i släktet Piper och familjen pepparväxter. Inga underarter finns listade i Catalogue of Life.